# Акоп Тохатци
Ако́п Тохатци́ (арм. Հակոբ Թոխաթցի, 1563—?) — армянский поэт, писец и переводчик XVI—XVII веков.

## Жизнь и творчество
Родился в 1563 году в Тохате. Обучение прошёл у местного вардапета Акоп-Айватенца Тохатци (чтобы отличиться от своего учителя иногда называет себя Акоб-Батукенц Тохатци). В раннем возрасте переезжает в Валахию. В 1593—1595 годах был иереем в армянском монастыре города Яш, с 1602 года продолжает духовную деятельность в Замостье. Умер между 1657 и 1663 годами.
Автор 12-и сочинений (лирические стихи, панегирики, церковные гимны), а также редакций, переписей и переводов важных рукописей. Особенно известны его поэмы исторического содержания — «Плач о Валахии» (арм. «Ողբ ի վերայ Օլախաց երկրին», 1596 г.), рассказывающий о политической ситуации Молдавии 1593—1595 годов, и «Плач на город Евдокию» (арм. «Տաղ և ողբանք ի վերայ Եւդոկիա քաղաքին», 1604 г.), рассказывающий о взятии родного города автора войсками Дели Гасан-джалала. Положил на стихи все 150 псалмов Давида и составил обширное стихотворение под названием «Псалтырь Акопа» (арм. «Յակոբի Սաղմոսարան»). В творчестве чувствуется сильное влияние Григора Нарекаци и Нерсеса Шнорали. В 1614 году перевёл из латыни получившую широкое распространение в Европе индийскую книгу «Калила и Димна» или «История семи мудрецов». Этот перевод в течение XVII—XIX веков был опубликован 10 раз, и послужил источником для переводов на турецкий (армянским письмом, 1803 г.), русский (1847 г.), грузинский (XIX в.) и французский (1919 г.) языки. Несколько рукописей переписанных Акопом сохранились в оригинале, среди которых особое место занимает отредактированный им сборник «Тагаран Герлы» (арм. «Գեռլայի տաղարան», Матенадаран, рукопись № 10050, 1605 г.), содержащий сотни экземпляров средневековой армянской поэзии.
Издания сочинений и биографических очерков
- Пять певцов-скитальцев: епископ Вртанес Срнкеци; писец Минас Тохатеци; иерей Степанос Тохатеци; иерей Акоп Тохатеци; епископ Лазарь Тохатеци. Биографические сведения и сочинения = Հինգ պանդուխտ տաղասացներ: Վրթանէս եպիսկոպոս Սռնկեցի; Մինաս դպիր Թոխաթեցի;  Ստեփանոս երէց Թոխաթեցի; Յակոբ երէց Թոխաթեցի; Ղազար եպիսկոպոս Թոխաթեցի. Կենսագրական տեղեկութիւններ եւ բնագիրներ / сост. Акинян Н. А.. — Вена: изд-во Мхитаристов, 1921. — 224 с.
- Xачатрян П. М. Акоп Тохатци // Бюллетень общественных наук АН АрмССР. — Ереван, 1963. — № 7. — С. 101—118.